# Secusio abdominalis
Secusio abdominalis là một loài bướm đêm thuộc phân họ Arctiinae, họ Erebidae.